# Lưu Hưng Cư
Lưu Hưng Cư (chữ Hán: 劉興居, ?-177 TCN), hay Tế Bắc vương Cư (济北王居), là tông thất, vua chư hầu nhà Hán trong lịch sử Trung Quốc.

## Thân thế
Lưu Hưng Cư là cháu nội của Hán Cao Tổ Lưu Bang, vua đầu tiên của nhà Hán, con trai thứ ba của Tề Điệu Huệ vương Lưu Phì, con trưởng của Cao Tổ. Do bà ông chỉ là vợ thứ nên Lưu Phì không được làm thái tử, mà thay vào đó là người chú của Hưng Cư, Lưu Doanh, còn cha ông chỉ được phong tước Tề vương. Sau khi cha qua đời, người anh ông là Tề Ai vương nối ngôi vua Tề, còn ông chưa được phong chức vụ gì.

## Tham gia diệt họ Lã
Năm 182 TCN, thời Lã Thái hậu, Lưu Hưng Cư được phong tước Đông Mưu hầu. Bấy giờ Lã Thái hậu nắm quyền trong triều, phế họ Lưu để lập người họ Lã làm vương, tạo thành thế lực lớn trong triều.
Năm 180 TCN, Lã Thái hậu chết, thân tộc họ Lã là Lã Lộc và Lã Sản hợp binh muốn làm loạn. Đông Mưu hầu cùng người anh là Chu Khư hầu Lưu Chương cùng làm nội ứng, định lập anh trưởng là Tề vương làm hoàng đế. Tuy nhiên sau đó kế hoạch này không thành vì hai tướng Trần Bình, Chu Bột đã nắm quyền chủ động, giết hết thân tộc họ Lã và không đồng ý lập Tề vương mà đưa con thứ của Hán Cao Tổ là Lưu Hằng lên ngôi, tức Hán Văn đế.

## Làm phản và tự sát
Do có công diệt họ Lã, Lưu Hưng Cư được Hán đế phong tước Tế Bắc vương vào năm 178 TCN. Tuy nhiên ông cho rằng đáng lý ngôi hoàng đế phải thuộc về dòng dõi cha mình, nên có ý định tạo phản.
Năm 178 TCN, hai người anh là Tề vương Lưu Tương và Thành Dương vương Lưu Chương lần lượt qua đời, Lưu Hưng Cư từ đó có ý định chiếm ngôi vua. Năm 177 TCN, nhân quân Hung Nô xâm phạm biên cương, Hán Văn đế và thừa tướng Quán Anh dẫn quân chống trả, ra khỏi Trường An, đóng ở Thái Nguyên. Lưu Hưng Cư nhân có hội đó đem quân tấn công triều đình. Hán Văn đế bèn về Trường An, sai Sài Vũ dẫn quân dẹp loạn, đánh bại quân Tế Bắc. Lưu Hưng Cư tuyệt vọng bèn tự sát, không được ban thụy hiệu.
13 năm sau khi ông qua đời, người em ông là Lưu Chí được Hán Văn đế cho kế thừa tước Tề Bắc vương.

## Gia đình
- Ông: Hán Cao Tổ Lưu Bang
- Bà: Tào thị/Lã Trĩ
- Cha: Tề Điệu Huệ vương Lưu Phì
- Anh em:

1. Tề Ai vương Lưu Tương
2. Thành Dương Cảnh vương Lưu Chương
3. Quản Cung hầu Lưu Bãi Quân
4. Qua Khiêu hầu Lưu Trữ Quốc
5. Doanh Bình hầu Lưu Tín Đô
6. Doanh Bình hầu Lưu Tín Đô
7. Dương Khâu Cung hầu Lưu An
8. Tề Hiếu vương Lưu Tương Lư
9. Tế Nam vương Lưu Tích Quang
10. Tri Xuyên Ý vương Lưu Chí
11. Giao Tây vương Lưu Ngang
12. Truy Xuyên vương Lưu Hiền
13. Giao Đông vương Lưu Hùng Cừ